# Nuncjatura Apostolska w Argentynie
Nuncjatura Apostolska w Argentynie – misja dyplomatyczna Stolicy Apostolskiej w Argentynie. Siedziba nuncjusza apostolskiego mieści się w Buenos Aires. Nuncjusz apostolski pełni tradycyjnie godność dziekana korpusu dyplomatycznego akredytowanego w Argentynie od momentu przedstawienia listów uwierzytelniających.

## Historia
W 1849 papież Pius IX utworzył Delegaturę Apostolską w Argentynie. 15 stycznia 1900 papież Leon XIII podniósł ją do rangi internuncjatury apostolskiej, a 8 lipca 1916 papież Benedykt XV do rangi nuncjatury apostolskiej.

## Szefowie misji dyplomatycznej Stolicy Apostolskiej w Argentynie

### Delegaci apostolscy
- bp Lodovico Maria Besi (1850 – ?) Włoch
- ks. Lorenzo Barili (1851–1856) Włoch; delegat apostolski w Kolumbii
- abp Vincenzo Massoni (1856–1857) Włoch; internuncjusz apostolski w Brazylii
- abp Marino Marini (1857–1864) Włoch
- abp Angelo Di Pietro (1877–1879) Włoch
- abp Luigi Matera (1880–1884) Włoch

### Internuncjusze apostolscy
- Antonio Sabatucci (1900–1906) Włoch
- Achille Locatelli (1906–1916) Włoch

### Nuncjusze apostolscy
- Alberto Vassallo di Torregrossa (1916–1922) Włoch; od 1920 jednocześnie nuncjusz apostolski w Paragwaju
- Giovanni Beda Cardinale OSB (1922–1925) Włoch; jednocześnie nuncjusz apostolski w Paragwaju
- Filippo Cortesi (1926–1936) Włoch; jednocześnie nuncjusz apostolski w Paragwaju
- Giuseppe Fietta (1936–1953) Włoch; do 1939 jednocześnie nuncjusz apostolski w Paragwaju
- Mario Zanin (1953–1958) Włoch
- Umberto Mozzoni (1958–1969) Włoch[1]
- Lino Zanini (1969–1974) Włoch
- Pio Laghi (1974–1980) Włoch
- Ubaldo Calabresi (1981–2000) Włoch
- Santos Abril y Castelló (2000–2003) Hiszpan
- Adriano Bernardini (2003–2011) Włoch
- Emil Paul Tscherrig (2012–2017) Szwajcar
- Léon Kalenga Badikebele (2018–2019) Kongijczyk
- Mirosław Adamczyk (od 2020) Polak